# Medelby Kirke
Medelby Kirke er en kirke beliggende syd for den dansk-tyske grænse i Medelby i Sydslesvig i den nordtyske delstat Slesvig-Holsten. Kirken er viet til apostlen Matthæus. Medelby Kirke er sognekirke i Medelby Sogn.
Kirken er opført i anden halvdel af 1100-tallet af granitkvadre. Sydportalen samt enkelte romanske rundbuevinduer er bevaret. Nordportalen er derimod tilmuret. Over den rundbuede sydportal ses en tympanon fremstillende en siddende Kristus, der overrækker nøgle og bog til Peter og Paulus (traditio legis). I 1709 blev kirken udvidet mod vest. 1793 kom våbenhuset til. Tagrytteren med monogram af Frederik 5. er opført i 1765. Samme år blev det romanske kor afløst af et større alterrum. Den romanske granitfont fra højmiddelalderen har ranker på kummen, højt skaft med vulst og firkantet fod. Den trefløjede sengotiske altertavle fra 1400-tallet viser korsfæstelsen i midterpartiet, nadveren i topfeltet og apostelfigurer i sidefelterne. Tavlen blev senest renoveret i 1998. Alterbordsforsiden (antemensale) er fra 1580. Prædikestolen er sammensat af en prædikestol fra 1581 og en fra 1631. Krucifiksgruppen på skibets sydvæg fra omkring 1500 viser symbolerne af evangelisterne, Jomfru Maria og Johannes Døberen. Pulpituret fra 1734 er illustreret med 32 malerier, der fremstiller bibelske scener fra skabelsen til himmelfarten. Orglet er udført af Marcussen & Søn i 1895, seneste renoveret 2011. 
Kirken nævnes i et lokalt folkesagn, som omhandler to kæmper, som var i færd med at bygge kirkerne i Medelby og Store Vi. Da de kun havde en hammer, kastede de den skiftevis til hinanden. Derved kom de til at beskadige kirken i nabobyen Valsbøl. I årene før den 2. Slesvigske krig var kirkesproget blandet dansk-tysk. Menigheden hører nu under den nordtyske lutherske kirke.
- Altertavlen
- Pulpituret og bjælkeloft
- Granitdøbefonten med rankeornamentik
- Den sydlige kirkegårdsport